# 키티 켈리
키티 켈리(Kitty Kelly, 1902년 4월 27일 ~ 1968년 9월 29일)는 미국의 배우, 텔레비전 배우, 영화배우이다.

## 영화
- 페리 메이슨 (1957년)
- 럭키 조단 (1942년)
- 싱가폴 가는 길 (1940년)
- 맨 비하인드 더 마스크 (1936년)
- 레몬 드롭 키드 (1934년)
- 걸 인 419 (1933년)
- 투 머치 하모니 (1933년)
- 걸 크레이지 (1932년)